# Азери (футбольный клуб)
«Азери» Баку (азерб. «Azəri» Bakı Futbol Klubu) — советский и азербайджанский футбольный клуб из города Баку. Был основан в 1991 году.

## История клуба

### Советский период
Клуб был создан в 1991 году под названием «Азери» Баку. Принимал участие в Чемпионате СССР 1991 года (в 3-й зоне Второй низшей лиги). Первым главным тренером клуба был В. Д. Давудов.

#### Чемпионат СССР
| Сезон                          | Дивизион                     | М  | Игр | Поб | Нич | Пор | М       | О  |
| ------------------------------ | ---------------------------- | -- | --- | --- | --- | --- | ------- | -- |
| Чемпионат СССР по футболу 1991 | Вторая низшая лига, 3-я зона | 15 | 38  | 12  | 10  | 16  | 51 — 54 | 34 |

#### Кубок СССР
В 1991 году «Азери» принял участие в Кубке СССР среди КФК, который проводился в последний раз перед развалом СССР. Дойдя до полуфинала, бакинцы уступили другому представителю Азербайджана — «Памбыгчи» (Барда).

### Новая история
В 1992 году после провозглашения независимости и начала проведения 1-го национального чемпионата, клуб дебютировал в Высшей лиге Азербайджана и занял 18-е место среди 26 команд. Лучшим бомбардиром клуба стал Джафар Алиев с 13-ю забитыми мячами.
В последующие 2 года клуб также участвовал в Высшей лиге, и лучшим достижением стало 4-е место в 1993 году. В 1994 году после завершения чемпионата клуб прекратил своё существование из-за финансовых трудностей.

## Статистика

### Чемпионат Азербайджана
| Сезон     | Дивизион     | М  | Игр | Поб | Нич | Пор | М       | О  | Бомбардир / мячей                                          |
| --------- | ------------ | -- | --- | --- | --- | --- | ------- | -- | ---------------------------------------------------------- |
| 1992      | Премьер-лига | 18 | 38  | 17  | 6   | 15  | 53 — 49 | 40 | Джафар Алиев — 13 мячей                                    |
| 1993      | Премьер-лига | 4  | 18  | 9   | 1   | 8   | 23 — 28 | 19 | Ариф Зарбалиев, Ровшан Мамедов, Ильгар Мамедов — по 4 мяча |
| 1993/1994 | Премьер-лига | 14 | 30  | 7   | 7   | 16  | 28 — 53 | 21 | Самед Набиев — 6 мячей                                     |

### Кубок Азербайджана
| Сезон     | Этап                     |
| --------- | ------------------------ |
| 1992      | Первый этап, 1/8 финала  |
| 1993      | Первый этап, 1/32 финала |
| 1993/1994 | Третий этап, 1/8 финала  |

## Бывшие футболисты
Список игроков клуба в 1992 году:
| - Али Абузаров - Эльхан Абдуллаев - Али Агамалыев - Тельман Азизов - Джафар Алиев - Баба Аскеров |  | - Виктор Аскеров - Аллахверди Бабаев - Сафар Бабаев - Николай Бивол - Эльнур Гаджиев - Вугар Гамбаров |  | - Игорь Денисов - Эльчин Дергахкулиев - Гюлю Зюльфугаров - Асеф Имамалиев - Аслан Керимов |  | - Эмин Маджидов - Гулам Мазанов - Ильгар Мамедов - Роман Минеев - Фарман Нариманов |  | - Вафадар Оруджев - Виктор Политико - Эмин Салманов - Эльданиз Сулейманов - Гурбан Султанов |  | - Эльман Султанов - Фаиг Фатиев - Игорь Хлыстов - Намиг Халилов - Олег Юмаев - Рагим Худиев |